# AEGON Center
AEGON Center je mrakodrap v Louisville, které se nachází ve státě Kentucky. Má 35 podlaží a výšku 167 m, je tak nejvyšší budovou ve městě, ale i ve státě. Byl navržen architekty John Burgee a Philipem Johnsonem. Byl dokončen v roce 1993 a stál 100 milionů dolarů. V budově se nachází převážně kanceláře, ale v nižších patrech jsou garáže a maloobchodní prostory.